# Mario vs. Donkey Kong: Tipping Stars
Mario vs. Donkey Kong: Tipping Stars (マリオ vs. ドンキーコング　みんなでミニランド, Mario vs. Donkī Kongu minna de minirando) est un jeu vidéo de réflexion de la série Mario vs. Donkey Kong développé par Nintendo Software Technology et édité par Nintendo. Le jeu est sorti en mars 2015 sur Nintendo 3DS et Wii U via le Nintendo eShop. L'achat du jeu sur une plateforme permet d'obtenir le jeu gratuitement sur l'autre plateforme, une première pour un jeu Nintendo. Il s'agit également du premier jeu 3DS à être compatible avec les tampons Miiverse.

## Trame
Mario et les mini-jouets doivent sauver Pauline qui a été enlevée par Donkey Kong. Mais, lorsqu'on finit le dernier niveau, le 6-8, la cinématique nous apprend qu'il s'agitait en réalité d'une préparation à une fête surprise.

## Système de jeu
Mario vs. Donkey Kong: Tipping Stars reprend le système de jeu propre à la série Mario vs. Donkey Kong. Le joueur doit guider des versions mini et mécaniques de Mario, Luigi, Toad, Pauline, Peach et Donkey Kong pour atteindre la sortie de chaque niveau. L'écran tactile de la Nintendo 3DS et du Wii U GamePad permet de dessiner des plates-formes pour éviter les différents pièges. Il est possible de créer des niveaux et de les partager avec les autres joueurs.

## Développement
Le jeu est développé par le studio interne Nintendo Software Technology. Une démo Wii U basée sur la franchise Mario vs. Donkey Kong est utilisée lors de la Game Developers Conference en mars 2014 pour montrer l'environnement Nintendo Web Framework.
Le jeu est dévoilé pour la première fois lors de l'E3 2014 en juin 2014. Il est commercialisé sur le Nintendo eShop de la Nintendo 3DS et de la Wii U le 5 mars 2015 en Amérique du Nord, le 19 mars au Japon et le 20 mars en Europe. Il s'agit du premier jeu Nintendo cross-buy : en achetant le jeu sur une des deux plateformes, le jeu est offert sur la seconde plateforme.

## Accueil
- Gameblog : 7/10[5]
- Gamekult : 5/10[6]
- GameSpot : 5/10[7]
- IGN : 6,8/10[8]